# Acción Nacional Conservadora
La Acción Nacional Conservadora (ANC) fue un partido político de Nicaragua, de tendencia de derecha e ideología conservadora fundado en 1956. 
Uno de sus líderes en los años 1970 fue el doctor Pedro Joaquín Chamorro Cardenal hasta su asesinato el 10 de enero de 1978. Formó parte de la coalición electoral de 14 partidos Unión Nacional Opositora (UNO), para participar en las elecciones del 25 de febrero de 1990 teniendo como candidata presidencial a Violeta Chamorro; en ellas obtuvo 2 representantes, de los 51 que ganó la UNO, en la Asamblea Nacional de Nicaragua.
La ANC participó en las elecciones del 20 de octubre de 1996 (su candidato presidencial fue Frank Duarte), ganando un representante en la Región Autónoma de la Costa Caribe Norte (RACCN), donde obtuvo el 0.64% de los votos en esa región con 311 votos válidos y perdió su estatus legal en el 2005 junto con otros 15 partidos. 
Actualmente, sus ex-partidarios forman parte de la Alianza PLC, coalición opositora oficial del Frente Sandinista de Liberación Nacional (Coalición oficialista). 